# Khalid Aucho
Khalid Aucho (né le 8 août 1993 à Jinja en Ouganda) est un joueur de football international ougandais, qui évolue au poste de milieu de terrain aux Young Africans.

## Biographie

### Carrière en sélection
Il joue son premier match en équipe d'Ouganda le 19 novembre 2013, contre le Rwanda. Ce match gagné 1-0 rentre dans le cadre de la Coupe CECAFA des nations 2013. Le 5 décembre, il inscrit son premier but en sélection, contre le Soudan (victoire 1-0), lors de cette même compétition. L'Ouganda atteint les quarts de finale de la Coupe CECAFA, en étant battu aux tirs au but par la Tanzanie.
Il inscrit son deuxième but en équipe nationale le 4 juin 2016, contre le Botswana. Ce match gagné sur le score de 1-2 rentre dans le cadre des qualifications à la Coupe d'Afrique des nations 2017.
En janvier 2017, il participe à la Coupe d'Afrique des nations organisée au Gabon. Lors de cette compétition, il joue deux matchs : contre l'Égypte, et le Mali.

## Palmarès
| Simba - Championnat de Tanzanie (1) : - Champion : 2011-12. |  | Tusker - Supercoupe du Kenya : - Finaliste : 2013. |  | Gor Mahia - Championnat du Kenya (1) : - Champion : 2015. - Supercoupe du Kenya (1) : - Vainqueur : 2015. - Finaliste : 2016. - Coupe CECAFA : - Finaliste : 2015. |